# Lleó Estipiota
Lleó Estipiota o Lleó Estipa (en llatí Leo o Leon Stypiota o Styppa , en grec Λεών Στυππῆς o Στυπῆς) va ser patriarca de Constantinoble al segle xii (1134-1143). Va morir just abans de la pujada al tron de l'emperador Manuel I Comnè que va nomenar al seu successor Miquel Curcues un monjo d'Oxeia, segons diu Nicetes Coniata.
Un decret seu sobre si alguns matrimonis eren lícits, matrimonis va ser publicat al Jus Orientale i al Jus Graeco-Romanum. És citat sovint per Nicolau Comnè Papadopoli.